# Глухой Остров
Глухо́й О́стров — деревня в Кусинском районе Челябинской области. Входит в Петрозаводское сельское поселение.

## География
Расположена на берегу реки Ай, в 7 километрах от села Петропавловка.

## Население
| 2002 | 2010 |
| ---- | ---- |
| 37   | ↘19  |

По данным Всероссийской переписи, в 2010 году численность населения деревни составляла 19 человек (8 мужчин и 11 женщин).

## Улицы
Уличная сеть деревни состоит из 3 улиц.